# Tomáš Zdechovský
Tomáš Zdechovský, né le 2 novembre 1979 à Havlíčkův Brod, est un manager, écrivain et homme politique tchèque et député européen depuis 2014. Il est vice-président de l'Union chrétienne démocrate - Parti populaire tchécoslovaque.

## Situation personnelle
Tomáš Zdechovský est diplômé en tant qu'assistant pastoral et tuteur de temps libre de l´université de Bohême du Sud à České Budějovice. En outre, il a étudié journalisme à l'université Masaryk. Il a aussi une licence en communication politique à l'université pontificale salésienne.
En 2004, il a fondé l'agence de communication PR Commservis.com. Il a ensuite travaillé comme directeur de l'agence jusqu'à son élection au Parlement européen en 2014.
Il est marié et père de quatre enfants.

## Parcours politique
Il a été élu lors des élections européennes de 2014 et il a été membre de la Commission du contrôle budgétaire, de la Commission des libertés civiles, de la justice et des affaires et de la Délégation pour les relations avec la république populaire de Chine intérieures. En mai 2019, il a été réélu et depuis juillet il est membre de la Commission du contrôle budgétaire et de la Commission de l'emploi et des affaires sociales. Il est aussi un membre suppléant de la Commission des libertés civiles, de la justice et des affaires intérieures.
Depuis janvier 2020, il est également vice-président du KDU-ČSL.

## Poète et écrivain
Tomáš Zdechovský a publié quatre recueils de poésie:
- Ze zahrady mé milé (Depuis le jardin de ma chérie), 2008
- Odpusť mým rtům (Pardonne mes lèvres), 2009
- Intimní doteky (Touches intimes), 2010
- Kapka (Goutte), 2016

En 2013, il publie son premier ouvrage en prose, intitulé Nekonečné ticho (Silence sans fin).